# Хайиракан
Сільське поселення (сумон) Хайиракан  (тив.: Хайыракан) входить до складу Дзун-Хемчицького кожууна Республіки Тива Російської Федерації.

## Населення
Населення сумона станом на 1 січня року
| Рік    | 2011 | 2012 | 2013 | 2014 | 2015 |
| ------ | ---- | ---- | ---- | ---- | ---- |
| Насел. | 1330 | 1317 | 1291 | 1307 | 1338 |